# Matriz BCG

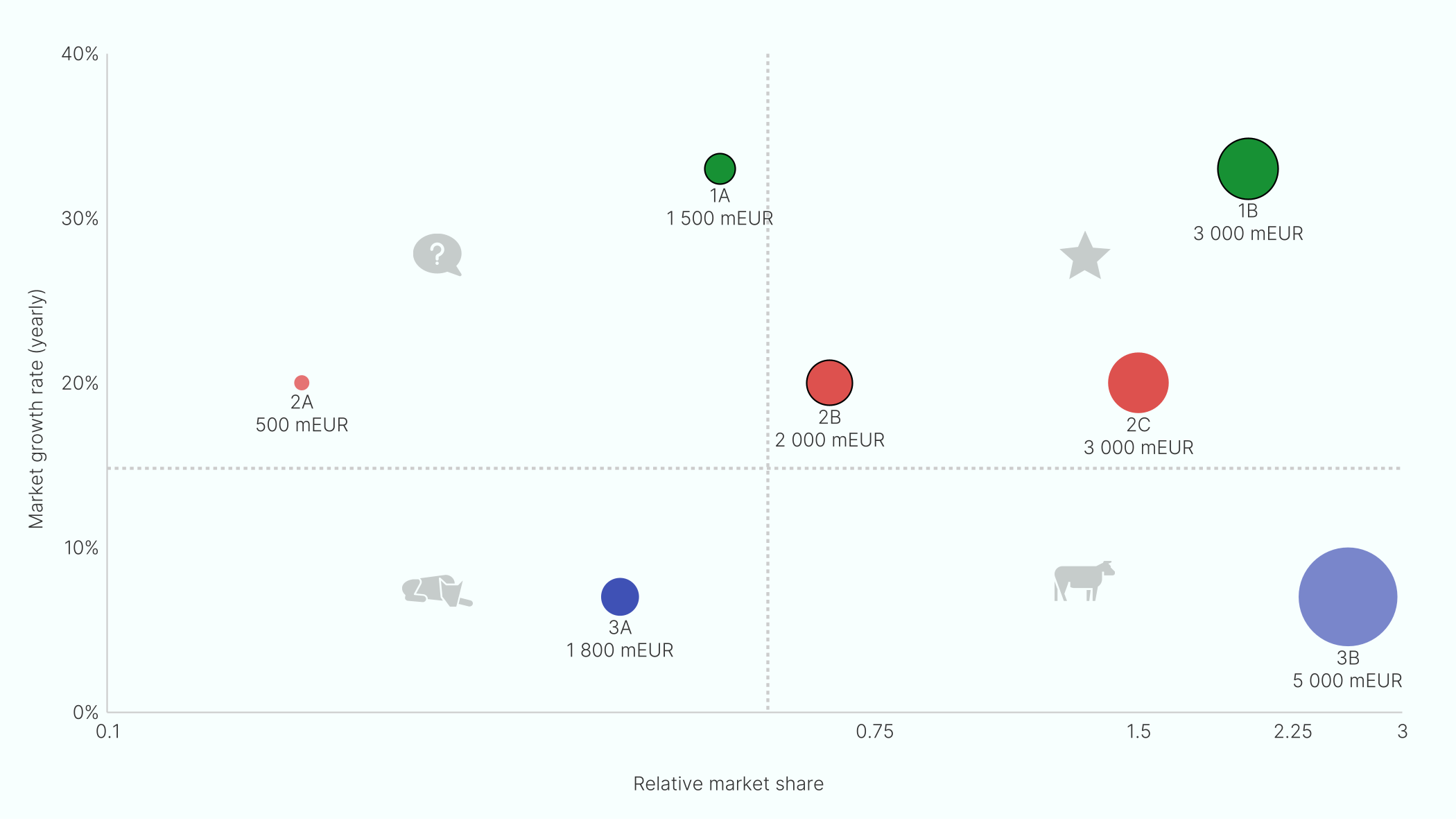
Ejemplo estilizado de la matriz BCG. La matriz se creó con Fancy BCG Matrix.

La Matriz de crecimiento - participación, conocida como Matriz de Boston Consulting Group o Matriz BCG, es un método gráfico de análisis de cartera de negocios desarrollado por el Boston Consulting Group en la década de 1970 y publicada por el presidente de la citada consultora, Bruce D. Henderson, en 1973. Se trata de una herramienta de análisis estratégico, específicamente de la planificación estratégica corporativa. Sin embargo, por su estrecha relación con el marketing estratégico, se considera una herramienta muy vinculada a dicha disciplina. Su finalidad es ayudar a decidir enfoques para distintos negocios o Unidades Estratégicas de Negocio.
Se trata de una sencilla matriz con cuatro cuadrantes, cada uno de los cuales propone una estrategia diferente para una unidad de negocio. Cada cuadrante viene representado  por una figura o icono.
El método utiliza una matriz de 2 x 2 para agrupar distintos tipos de negocios que una empresa en particular posee. El eje vertical de la matriz define el crecimiento en el mercado, y el horizontal la cuota de mercado. Así las unidades de negocio se situarán en uno de los cuatro cuadrantes en función de su valor estratégico. Tales cuadrantes son:
- ESTRELLA. Gran crecimiento y Gran participación de mercado. Se recomienda potenciar al máximo dicha área de negocio hasta que el mercado se vuelva maduro, y la UEN (Unidad estratégica de negocio) se convierta en Vaca.

- INTERROGANTE. Gran crecimiento y Poca participación de mercado. Hay que revaluar la estrategia en dicha área, que finalmente se puede convertir en una Estrella o en un Perro.

- VACA. Bajo crecimiento y alta participación de mercado. Se trata de un área de negocio que servirá para generar efectivo necesario para crear nuevas Estrellas.

- PERRO. No hay crecimiento y la participación de mercado es baja. Áreas de negocio con baja rentabilidad o incluso negativa. Se recomienda deshacerse de ella cuando sea posible. Generalmente son negocios o productos que se encuentran en su última etapa de vida. Raras veces conviene mantenerlos en el portafolio de la empresa, también se dice que hace parte del marketing. El producto perro. Son todos aquellos que tienen una cuota de mercado baja, además el sector está en declive y no crece. Esto ocurre cuando el gusto de los consumidores varía, o por el desplazamiento a causa de productos más novedosos.

## Matriz de Boston Consulting Group respecto a otras herramientas
Existe una gran confusión en Internet en lo que se refiere a la Matriz de Crecimiento – Participación y la Matriz de la Ventaja o los Entornos Genéricos de Boston Consulting Group. Ambas son matrices creadas por Boston Consulting Group, aunque sólo se suele denominar Matriz BCG a la primera. 
Algunos consideran que lo más importante de la evolución de la Matriz del Boston Consulting Group ha sido la Matriz de Mckinsey, aunque se trata de un modelo algo más complejo, de 3 x 3 cuadrantes, y analizando variables adicionales. En general, la segunda se utiliza para carteras mucho más diversificadas o para análisis más completos.
Conviene destacar que la Matriz de Crecimiento - Participación más comúnmente llamada Matriz BCG se trata de un análisis de tipo interno (analiza la cartera de negocios al igual que la Matriz de Mckinsey. En cambio, los Entornos Genéricos de Boston Consulting Group, Las Estrategias Genéricas de Porter o el Análisis Porter de las cinco fuerzas se trata de medios de análisis más bien externos (sectoriales).